# Bärbel Wartenberg-Potter
Bärbel Wartenberg-Potter (* 16. September 1943 in Pirmasens/Pfalz) war von 2001 bis 2008 eine der drei Bischöfe der Nordelbischen Evangelisch-Lutherischen Kirche (NEK). Sie war für den Sprengel Holstein-Lübeck zuständig. Nach ihren Amtskolleginnen Maria Jepsen (Nordelbische Kirche, Sprengel Hamburg) und Margot Käßmann (Landesbischöfin Hannover) war sie die dritte deutsche lutherische Bischöfin.

## Lebensstationen
Von 1963 bis 1968 studierte sie Germanistik und Theologie mit dem Abschluss zum Höheren Lehramt und erster Theologischen Dienstprüfung in der Evangelischen Landeskirche in Württemberg. 1976 wurde sie in der Württembergischen Landeskirche zur Pfarrerin ordiniert und wurde Studienleiterin im Zentrum für Entwicklungsbezogene Bildungsarbeit der Landeskirche in Stuttgart. 1980 wechselte sie als Direktorin in die Abteilung „Frau in Kirche und Gesellschaft“ des Ökumenischen Rates der Kirchen (ÖRK) nach Genf. Von 1985 bis 1990 lehrte Wartenberg-Potter an der University of the West Indies und versah zugleich das Amt der Universitätspfarrerin in Kingston/Jamaika.
1991 wechselte sie in ein Gemeindepfarramt nach Stuttgart-Botnang im Dekanat Stuttgart-Mitte. Von 1997 bis 2001 war sie Geschäftsführerin der Arbeitsgemeinschaft Christlicher Kirchen in Deutschland mit Sitz in Frankfurt am Main.
Von 2001 bis 2008 war sie Bischöfin des Sprengels Holstein-Lübeck der Nordelbischen Evangelischen Lutherischen Kirche. Bischofskirche war der Lübecker Dom. Am 6. Juli 2008 wurde sie in den Ruhestand verabschiedet, in den sie offiziell mit dem 30. September 2008 eintrat.
Von 1985 bis zu seinem Tod 2015 war Wartenberg-Potter in zweiter Ehe mit dem früheren Generalsekretär des Ökumenischen Rates der Kirchen Philip Potter verheiratet. Sie lebt in Lübeck.
Seit 2009 ist sie Vorsitzende des Kuratoriums des Institut für Theologische Zoologie Münster und seit 2011 Schirmherrin des Vereins „Verwaiste Eltern und trauernde Geschwister Schleswig-Holstein e. V.“ in Schleswig-Holstein.

## Veröffentlichungen (Auswahl)
- (mit Wolfgang von Wartenberg): Südafrika: Schwarzer Widerstand – weiße Herrschaft. Ein Handbuch. Laetere-Verlag, Stein/Nürnberg 1975, ISBN 3-7839-0553-2 (Stichwörter 53).
- (Hrsg.): Aufrecht und frei. Was Frauen heute in der Bibel entdecken. Burckhardthaus-Laetare Verlag, Offenbach/M. 1986.
- Wir werden unsere Harfen nicht an die Weiden hängen. Engagement und Spiritualität. Kreuz-Verlag, Stuttgart 1986, 4. Aufl. 1990.
- (mit Luise Schottroff, Dorothee Sölle): Das Kreuz – Baum des Lebens. Kreuz-Verlag, Stuttgart 1987, ISBN 3-7831-0897-7.
- Die Reise der Pachamama. Eine theologische Erzählung. Kreuz-Verlag, Stuttgart 1989.
- Mit-Leidenschaft: Geistliche Mut-, Mahn- und Trost-Reden einer ökumenischen Bischöfin. Kohlhammer Verlag, Stuttgart 2010.
- Anfängerin. Zeitgeschichte meines Lebens, Gütersloher Verlagshaus, Gütersloh 2013.